# Сакари, Джой
Джой Сакари — кенийская легкоатлетка, бегунья на короткие дистанции. Специализируется в беге на 400 метров. На чемпионате мира 2009 года дошла до полуфинала. Выступала на Олимпийских играх 2012 года в беге на 400 метров, где смогла дойти до полуфинала.
В 2013 году стала победительницей чемпионата Кении среди полицейских на дистанциях 100, 200 и 400 метров.
18 июля 2009 года повторила национальный рекорд 25-летней давности — 51,56.